# الموت القادم إلى الشرق (مسلسل)
الموت القادم إلى الشرق مسلسل فانتازيا سوري تم إنتاجه عام 1997، يتحدث عن مدينة آمنة تستولي عليها عصابة من قطاع الطرق، في إشارة إلى الاحتلال التركي القادم من اقصى شرق الارض للأراضي العربية. من تمثيل: جمال سليمان، سلوم حداد، أسعد فضة، نجاح سفكوني، فادي إبراهيم، مروان فرحات، قاسم ملحو، سعد مينه، زهير درويش، وغيرهم.

## قصة المسلسل
قصة مدينة من مدن الجزيرة العربية تعيش آمنة مستقرة في جو من الهدوء حيث يعمل الرجال في حقولهم وأعمالهم وتعمل النساء في البيوت ولكن سرعان ما يتغير الحال الهادئ حيث يظهر مجموعة من قطاع الطرق الذي يستولون اموال الناس والتجار والقوافل، ثم يذهبون إلى المدينة التي يحكمهم نَهار (جمال سليمان)‘ فيبدأون باحكام السيطرة على هذه البلدة بمالهم اولا ثم بالسيطرة على أحد الضعفاء فيها وهو الوزير «عبّاد» ثم وبعد ان يحكموا سيطرتهم وتقوى شوكتهم يقومون بقتل الحاكم «نهار» وزوجته والمستشار «الصافي» وابنه «سيف»، ويضعون «عبّاد» حاكما بالاسم فقط بقوة السلاح وهو ما يغير الحالة التي كانت عليها المدينة. ومن الجهة الأخرى هناك العامّة من الناس الذين يبدأون في التضييق عليهم بسبب المعاناة من الظلم الذي انزله عليهم الاربعة الذين يحكمون البلاد. ويبدأ العامة من الشعب بالتحرك للقضاء على الظالمين لهم، بظهور سيف (سعد مينه) الذي نجا من الموت حيث انقذه «أبو الركاب» من الموت ويقومون بتصفية مصعب واتباعه واحدا واحدا.

## بطولة
- سلوم حداد
- جمال سليمان
- اسعد فضة
- مروان فرحات
- فادي إبراهيم
- سعد مينه
- بشار إسماعيل
- دارينا الجندي
- صباح الجزائري
- نجاح سفكوني
- حسام عيد
- قاسم ملحو
- فايز أبو دان

```
زهير درويش
```

- المخرج: نجدة إسماعيل أنزور
- الكاتب: هاني السعدي

## شخصيات المسلسل

### رجال الحكم في الدولة
- جمال سليمان ( الحاكم نهار ): هو حاكم مدينة النور وهو شخص مسالم كثيرا، عادل، حنون، محب، يحب شعبه كما يحبونه.
- مروان فرحات ( سليمان السامري ): قائد الجند، قوي، جريء.
- فادي إبراهيم ( الصافي ): كان راعي أغنام وأصبح مستشار الحاكم وهو حكيم، مثقف، مقاتل عنيد، له نظرة في معرفة الناس وحسه قوي.
- أسعد فضة ( عباد ): وزير الدولة طماع يكره الصافي والحاكم نهار يساعد الغرباء للسيطرة على الدولة من ثم يصبح الحاكم وبعدها يستيقظ ضميره.

### عصابة قطاع الطرق
- سلوم حداد ( مصعب بن المهند ): قاطع طريق ومقاتل قوي جدا، لبق في الحديث، عصبي جدا، محنك الذكاء والدهاء، يصبح وزير الدولة بعد أن يقتل نهار واسمه الحقيقي شيراك.
- بشار إسماعيل ( حجر البكري ): قاطع طريق ومقاتل قوي، سريع الغضب، لديه ذكاء، يصبح مستشار الدولة واسمه الحقيقي تيمور.
- فايز أبو دان ( حنظلة بن كلثوم ): قاطع طريق، مقاتل شرس، يصبح قائد الجند في الدولة بعد الانقلاب على سلطة نهار.
- قاسم ملحو ( أوس بن الأكرم ): قاطع طريق، مقاتل قاس، يصبح قائد الحرس بعد الانقلاب.

### باقي الشخصيات
- نجاح سفكوني ( أبو الركاب ): شخص بسيط، يعيش في وادي الثعالب الذي يعج بالمخاطر، هو مقاتل قوي جدا، صلب، يمتلك عزما قويا، يحب مدينة النور كما يحب وادي الثعالب.
- حسام عيد ( جبلة ): شخص بسيط، مسالم، طيب، يعمل بائع عطور ويخاف القتال.
- صباح الجزائري سمية / زوجة عباد
- ورد الخال - شقراء / زوجة نهار
- هاني الروماني - أبو الرشد
- دارينا الجندي - شمس الكبيرة
- سعد مينه- سيف الكبير
- محمد حداقي -رباح
- رامي حنا - مازن
- أدهم مرشد - طلال
- فادي صبيح - الكاسر
- روعة السعدي - شمس الصغيرة
- عبدالله شيخ خميس - أبو الهوا
- حسن اسرب حسان
- زهير درويش - قصي
- سامي درويش سيف الصغير
- سهيل حداد
- يوسف المقبل - والد جبلة
- نهى عليو
- موسى الملا
- يحيى الكفري